# 아츠 데스크
아츠 데스크(영어: The Arts Desk, theartsdesk.com)는 영국의 예술 저널리즘 웹사이트로 음악, 극장, 텔레비전, 영화 및 기타 예술 형식과 관련된 평론, 인터뷰, 뉴스 및 기타 콘텐츠를 제공하고 있다.

## 역사
아츠 데스크는 2009년 9월 설립되었다. 2009년에는 매일 약 2000여 명의 방문자가 존재했다. 2010년부터 2013년까지 명예 회장으로 존 투사 경이 있었다. 아츠 데스크에 기고하는 저널리스트는 타임스, 가디언, 데일리 텔레그래프와 같은 매체에서 일한 전문 비평가 및 베테랑 언론인으로 구성되어 있다. 평론가들은 예술, 음악, 무용 및 연극의 프리랜서 리뷰어로서 온라인에 평을 게시한다. 2019년에는 JPI 미디어와 계약을 체결하여 i가 웹사이트 편집자가 작성한 예술 리뷰 및 기타 기사를 게재할 수 있도록 하였다.
아츠 데스크의 기여자로 애덤 스위팅과 알렉스 시에르츠 등이 있다.

## 반응
아츠 데스크가 나올 당시 텔레그래프는 인터넷에서 최고의 문화 웹사이트 중 하나라고 언급했다. 2012년, 디 이코노미스트의 웹사이트와 함께 온라인 미디어 어워드에서전문 저널리즘 사이트 부문을 수상했다. 잡지 프로스펙트는 "영국의 첫 전문 예술 평론 웹사이트"라고 평했다.